# Cmentarz mariawicki w Łowiczu
Cmentarz mariawicki w Łowiczu – cmentarz Kościoła Starokatolickiego Mariawitów położony w Łowiczu, na terenie parafii Kościoła Starokatolickiego Mariawitów w Łowiczu.
Cmentarz został założony na początku XX wieku i znajduje się w pobliżu skrzyżowania ulicy Łyszkowickiej z ulicą Składową przy nasypie kolejowym od strony miasta.